# Ciro Falanga
Ciro Falanga (Torre del Greco, 23 gennaio 1951) è un politico italiano.

## Biografia
Avvocato, nei primi anni Novanta è consigliere comunale della Democrazia Cristiana a Torre Annunziata; dopo lo scioglimento del partito entra in Forza Italia. 
Nel 2001 viene eletto deputato per la "lista civetta" Abolizione Scorporo, della coalizione di centrodestra. Nel 2005 abbandona Forza Italia e l'anno dopo aderisce al Movimento Repubblicani Europei, partito liberaldemocratico interno alla coalizione de L'Unione. Termina poi il proprio mandato alla Camera nell'aprile 2006.
Rientrato nel centrodestra tramite la partecipazione alla Federazione dei Cristiano Popolari, nel 2013 viene eletto senatore della XVII legislatura della Repubblica Italiana nella circoscrizione Campania per il Popolo della Libertà. Il 16 novembre 2013, con la sospensione delle attività del PdL, aderisce a Forza Italia.
Dopo aver aderito a Forza Campania di Nicola Cosentino, nel febbraio 2014, con alcuni esponenti di questo gruppo e di Grandi Autonomie e Libertà, va a sostenere il nuovo governo di Matteo Renzi.
In occasione delle Elezioni regionali in Campania del 2015 decide di sostenere il presidente uscente di centrodestra Stefano Caldoro.
Fa inizialmente parte della corrente fittiana, corrente destra del partito che chiede una opposizione dura e senza sconti al Governo Renzi che il 30 maggio 2015 abbandona Forza Italia per aderire al nuovo gruppo Conservatori e Riformisti di Raffaele Fitto.
Tuttavia, il 29 luglio seguente abbandona, insieme alla collega Eva Longo, il gruppo Conservatori e Riformisti (CoR) per passare con la corrente verdiniana, che chiede al contrario una alleanza con il PD di Renzi aderendo ad Alleanza Liberalpopolare-Autonomie (ALA) dell'ex coordinatore di FI e PdL Denis Verdini per sostenere pienamente la maggioranza e le riforme di Matteo Renzi.
Non è ricandidato in Parlamento alle elezioni politiche del 2018.
Dal luglio 2020 è coordinatore campano dell’Unione di Centro e, in vista delle regionali di settembre, sostiene la candidatura di Stefano Caldoro a governatore della regione Campania.